# Supercopa da Itália de 2006
A Supercopa da Itália de 2006 ou Supercoppa TIM 2006 foi a 19.ª edição dessa competição italiana de futebol masculino. Foi disputada em partida única com o campeão da Serie A de 2005–06 (Internazionale) e o vice-campeão da Coppa Italia de 2005–06 (Associazione Sportiva Roma).
A partida foi no dia 26 de Setembro de 2006 e ocorreu no Giuseppe Meazza. em Milão.

## Participantes
| Equipe         | Classificação                           | Participações anteriores |
| -------------- | --------------------------------------- | ------------------------ |
| Internazionale | Campeão da Serie A de 2005–06           | 3 (1989, 2000, 2005)     |
| Roma           | Vice-campeão da Coppa Italia de 2005–06 | 2 (1991, 2001)           |

## Partida
| 26 de setembro | Internazionale                          | 4 – 3 (pro.) | Roma                            | San Siro, Milão                                   |
|                | Vieira 44', 74' · Crespo 65' · Figo 94' |              | Mancini 13' · Aquilani 25', 34' | Público: 45 528 Árbitro: ITA Massimiliano Saccani |

## Campeão
| Supercopa da Itália de 2006 |
| Itália                      |
| --------------------------- |
| Internazionale (3.º título) |